# Рангавис, Александрос Ризос
Але́ксандрос Ри́зос Рангави́с (греч. Αλέξανδρος Ρίζος Ραγκαβής; 1809, Константинополь — 1892, Афины) — греческий учёный, писатель; государственный деятель и дипломат.

## Биография
Родился в Константинополе 27 декабря 1809 года в семье фанариотов, что отчасти предопределило направление его литературного творчества (ориентация на архаику, возрождение культурного наследия, отстраненность от актуальных политических проблем, использование в художественных произведениях кафаревусы как основного языкового материала). 
В 1813—1821 годах был при дворе влахского правителя Александра Суцу, который был его родственником, затем в Одессе, где он учился в Ришельевском лицее (гимназии?). В 1825—1829 годах учился в Мюнхене, в Военном училище, на стипендию от короля Баварии Людвига I. Поступил на службу в греческую армию, откуда вскоре ушёл, из-за несогласия с преференциями иностранным военным.
В 1831—1841 годах работал в министерстве просвещения Греции. В 1837 году он основал Афинское археологическое общество. В 1841—1844 годах работал в Министерстве внутренних дел, где разработал план борьбы с грабежами. В 1844 году, когда был введен закон, запрещающий работу иностранцев в государственном секторе, он был уволен и назначен профессором археологии Афинского университета.
В 1856—1859 годах был министром иностранных дел. Затем служил послом Греции в Вашингтоне (1867), в Париже (1868; 1872—1873), в Константинополе (1869—1871) и в Берлине(1874—1887); был представителем Греции на Берлинском конгрессе в 1878 году.
В 1887 году вышел на пенсию. Умер в Афинах 16 января 1892 года. 
Имел двух сыновей, Аристида и Клеопа, которые также как и их отец, получили военное образование в Германии.

## Творчество
Несмотря на свою принадлежность к так называемой Афинской школе в литературе, которая отстаивала архаизм и кафаревусу, начал литературную деятельность не как неоклассицист, а скорее как романтик (возможно, под влиянием пребывания в Германии во время учёбы: ведь именно там романтизм имел очень сильные позиции). В частности, он выбирал патриотическую, героическую тематику, писал на народном языке (димотике), использовал в стихах традиционный народный размер (поэма «Демос и Элени», написанная в 1831 году на сюжет, взятый из народной песни), декларировал принципы романтизма в предисловии к своей драме «Фросини» (1837). Но вскоре он постепенно обращается к архаизации языка, к неоклассическим тенденциям. Так, сборник «Разные поэзии» (1837) состоит из двух частей, одна из которых («Разное») написана на кафаревусе, а вторая («Димотичное») — на димотике. Ещё более это стало заметным в 1840 году (поэма «Демагог»), и эти тенденции в его творчестве все росли. Стихотворное повествование «Корабль Дионисия» (1864) написано на кафаревусе по мифическому сюжету; стиль его уж никак не романтический, а неоклассический.
Рангавис и братья Суцос (см. Александрос Суцос, Панайотис Суцос) как раз и составили ядро Афинской школы, которая была значительно менее демократична ионической, внедряла лексические и грамматические формы, заимствованные от мертвого древнегреческого языка, что несколько снизило социальную нагруженность художественной литературы, но одновременно способствовало выработке языковых средств и внесло значительное разнообразие в жанры и формы литературы. Хотя сам Рангавис главным направлением своей литературной деятельности считал поэзию, но кроме сборников стихов и поэм он писал рассказы, романы, пьесы, научные работы (не только по археологии: ему, в частности, принадлежит одно из первых исследований по истории новогреческой литературы); неудивительно также, что он как государственный муж оставил и мемуары. Кроме того, переводил с итальянского и немецкого.
В становлении греческой прозы Рангавис сыграл едва ли не самую важную роль. Он ввел в новогреческую литературу жанр исторического романа в стиле Вальтера Скотта, опубликовав в 1850 году «Властелина Морей». Действие этого произведения разворачивается в XIV веке; сюжет, заимствованный из «Хроник Пелопоннесса», отличается сложностью интриги. Также запутана в сюжетном плане и его повесть «Нотариус», полная всевозможных тайн. Действие в ней происходит на острове Кефалиния.
Жанр исторического романа пользовался в тогдашней Греции большой популярностью, и не только благодаря таланту его основоположника и других авторов: этот жанр соответствовал стремлению нации (которая только что обрела независимость) осмыслить своё историческое единство. Примечательно и обращение именно к византийскому периоду греческой истории: ведь Византия знаменовала непрерывность связи современной Греции с античностью.
Исторические драмы Рангависа считаются не такими удачными, как его поэзия и проза.
Рангавис был самым выдающимся писателем своего времени, его творческое наследие состоит из многих томов, но после смерти он был почти забыт.